# Thomas Krief
Pour les articles homonymes, voir Krief.
Thomas Krief, (né le 5 juin 1993 à Grenoble), est un skieur acrobatique français spécialiste du half-pipe.

## Carrière
Thomas Krief fait ses débuts internationaux, lors de la manche de Coupe du monde des Contamines en janvier 2009. En août 2012, il obtient son premier podium en se classant deuxième à Cardrona. Le freestyleur réussit l'année suivante à atteindre le podium des Championnats du monde d'Oslo en prenant la médaille de bronze. 

## Palmarès

### Jeux olympiques
| Épreuve / Édition   |     |
| Half-pipe           |     |
| JO 2014 Sotchi      | 11e |
| JO 2018 Pyeongchang | 10e |

### Championnats du monde
| Épreuve / Édition                       |        |
| Half-pipe                               |        |
| Mondiaux 2011 Park City Mountain Resort | 27e    |
| Mondiaux 2013 Oslo                      | Bronze |

### Coupe du monde
- Meilleur classement général : 20e en 2013.
- Meilleur classement en half-pipe : 5e en 2013.
- 1 podium dont 1 deuxième place.

#### Différents classements en Coupe du monde
| Année/Classement | Année/Classement | Général | Général | Half-pipe | Half-pipe |
| ---------------- | ---------------- | ------- | ------- | --------- | --------- |
| Année/Classement | Année/Classement | Class.  | Points  | Class.    | Points    |
| 2009             | 2009             | 142e    | 3       | 29e       | 14        |
| 2011             | 2011             | 57e     | 16      | 9e        | 79        |
| 2012             | 2012             | 88e     | 10      | 10e       | 50        |
| 2013             | 2013             | 20e     | 35      | 5e        | 175       |
| 2014             | 2014             | 80e     | 15      | 16e       | 77        |

### Winter X Games
- 2013 à Tignes :  Médaille d'argent en half-pipe[1].

### Championnats de France
Champion de France de halfpipe en 2012